# Zineb El Adaoui
Zineb El Adaoui  (née le 2 avril 1960 à El Jadida au Maroc) est une femme politique marocaine. Elle est la présidente de la Cour des comptes au Maroc depuis le 22 mars 2021. 

## Biographie

### Éducation
Zineb El Adaoui est titulaire d’un diplôme des études supérieures en Sciences économiques.

### Carrière politique
Zineb El Adaoui entame sa carrière en 1984, en qualité de juge à la Cour des Comptes.
Première femme marocaine magistrate à la Cour des comptes, elle occupe le poste de présidente de section en 1993, et prend la tête de la Cour régionale des comptes de Rabat en 2004.
Zineb El Adaoui est nommée membre de la Commission consultative de la régionalisation en 2010 par le Roi Mohammed VI, puis en membre du Conseil national des droits de l’Homme (CNDH) en 2011 et membre de la Haute Instance du dialogue national sur la réforme de la Justice en 2012.
Le 20 janvier 2014, le Roi Mohammed VI nomme Zineb El Adaoui Wali de la Région du Gharb Chrarda-Béni Hssen et gouverneur de la province de Kénitra. Elle devient la première femme nommée Wali au Maroc.
Mohammed VI la nomme, le 13 octobre 2015, Wali de la Région de Souss-Massa et gouverneur de la préfecture d’Agadir-Ida-Ou-Tanane, puis Wali Inspecteur Général de l’Administration territoriale à partir du 25 juin 2017.
Le 22 mars 2021, Mohammed VI la nomme présidente de la Cour des comptes au Maroc en remplacement de Driss Jettou. Elle est la première femme à la tête de cette Institution.

### Autres engagements, travaux et missions
Engagée dans promotion du leadership féminin, elle est fondatrice du Bureau marocain affilié à l’International Women Forum (IWF), regroupant les femmes leaders à travers le monde.
En 2007, dans le cadre de ses travaux sur l’économie en Islam, Zineb El Adaoui anime une causerie religieuse consacrée au thème de la « protection des fonds publics dans l'Islam » en présence de Mohammed VI. Elle est l'une des rares femmes à y participer.
Poète et chercheuse dans l’économie islamique, elle participe aussi à la formation des magistrats et des cadres de l'administration territoriale.

## Distinctions et Récompenses
- Titulaire du Ouissam Al Moukafaa Al Watania de Grand Officier en 2013[9].
- Prix « All Africa Leadership Féminin » en 2017, qui honore les femmes africaines leaders dans leurs domaines respectifs[10].
- Prix d'excellence délivré par Global Thinkers en 2014, catégorie "Fonction publique"[11].
- Elue "Femme de l’année" en 2010 par l’association Saiss[12].
- Certificat sur la vérification intégrée délivré par le bureau des services de vérification du Canada (BSV)[13].
- Certificat du programme Américain des visiteurs internationaux "Women as Business and Economic leaders"[13].